# Galleria Nazionale d’Arte Moderna

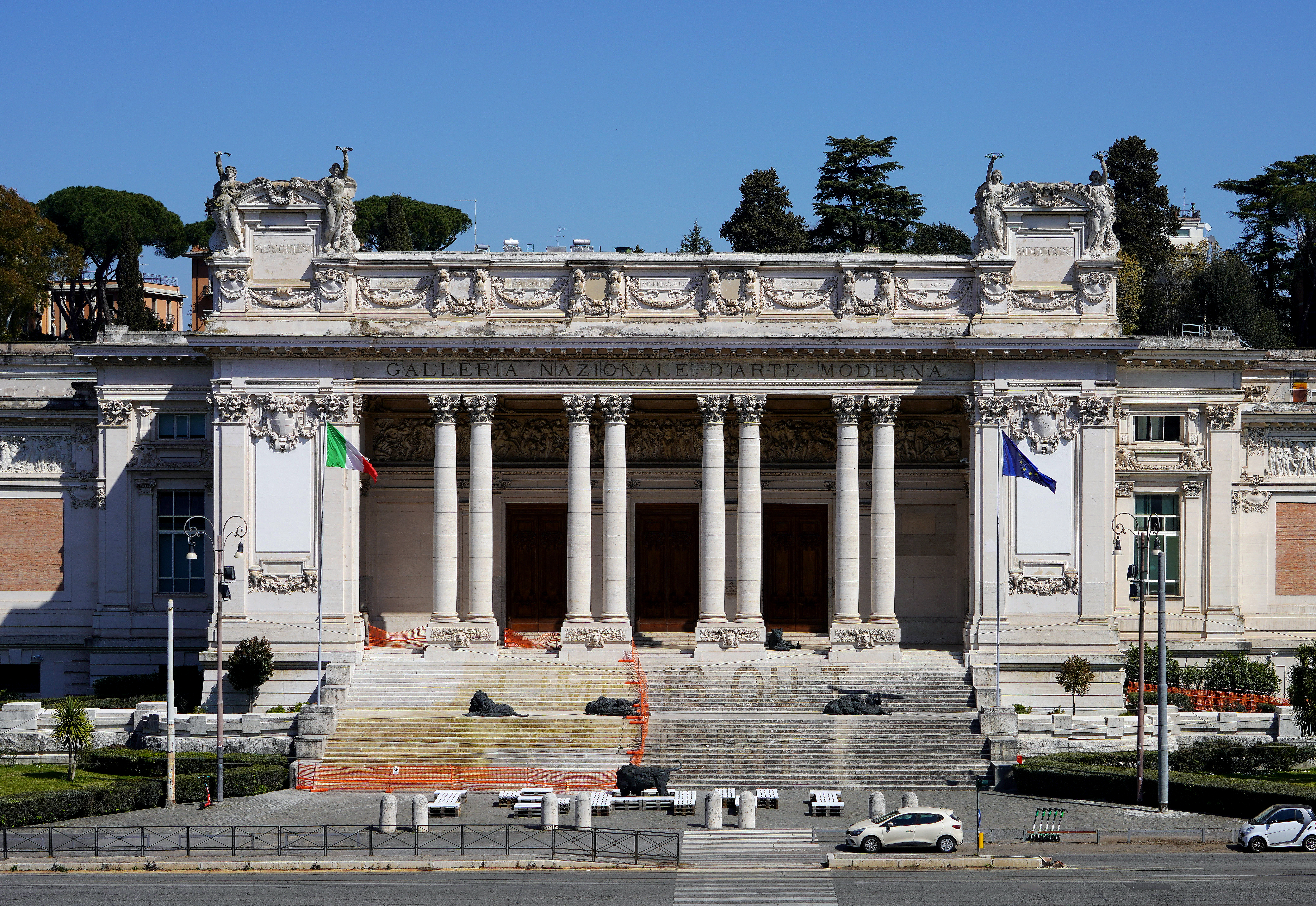
Das Gebäude am Rande der Villa Borghese

Die Galleria Nazionale d’Arte Moderna (GNAM; deutsch Nationalgalerie für Moderne Kunst) ist ein Kunstmuseum in Rom (Via delle Belle Arti, 113).
In 75 Räumen werden etwa 5000 Gemälde und Skulpturen ausgestellt. Die Galerie beherbergt die größte Sammlung von Werken italienischer Maler des 19. und 20. Jahrhunderts wie Giuseppe Abbati, Giacomo Balla, Cristiano Banti, Renato Barisani, Giuseppe Benassai, Mosè Bianchi, Umberto Boccioni, Giovanni Boldini, Odoardo Borrani, Stefano Bruzzi, Alberto Burri, Giuseppe Cabianca, Michele Cammarano, Vincenzo Camuccini, Giuseppe Capogrossi, Vincenzo Caprile, Giovanni Carnovali, Bernardo Celentano, Vincenzo Chialli, Giorgio de Chirico, Nino Costa, Tranquillo Cremona, Edoardo Dalbono, Marianna Dionigi, Giacomo Favretto, Lucio Fontana, Antonio Fontanesi, Giacinto Gigante, Eugenio Gignous, Domenico Induno, Pio Joris, Antonino Leto, Llewelyn Lloyd, Gian Emilio Malerba, Federico Maldarelli, Antonio Mancini, Giorgio Morandi, Domenico Morelli, Giacomo Manzù, Cesare Mussini, Filippo Palizzi, Giuseppe Pelizza, Salvatore Postiglione, Gaetano Previati, Filadelfo Simi, Armando Spadini und Stefano Ussi.
Des Weiteren werden Werke von Braque, Bourdelle, Calder, Canova, Cézanne, Degas, Duchamp, Eckersberg, Jean Faure, Giacometti, Kandinsky, Yves Klein, Klimt, Modigliani, Mondrian, Monet, Pollock, Rodin und van Gogh ausgestellt.

## Filialen
Der Galleria Nazionale sind vier weitere Ausstellungsorte angeschlossen:
- das Museo Hendrik Christian Andersen in Rom
- das Museo Praz in Rom
- das Museo Boncompagni Ludovisi in Rom
- das Museo Manzù in Ardea

## Ausgestellte Werke (Auswahl)

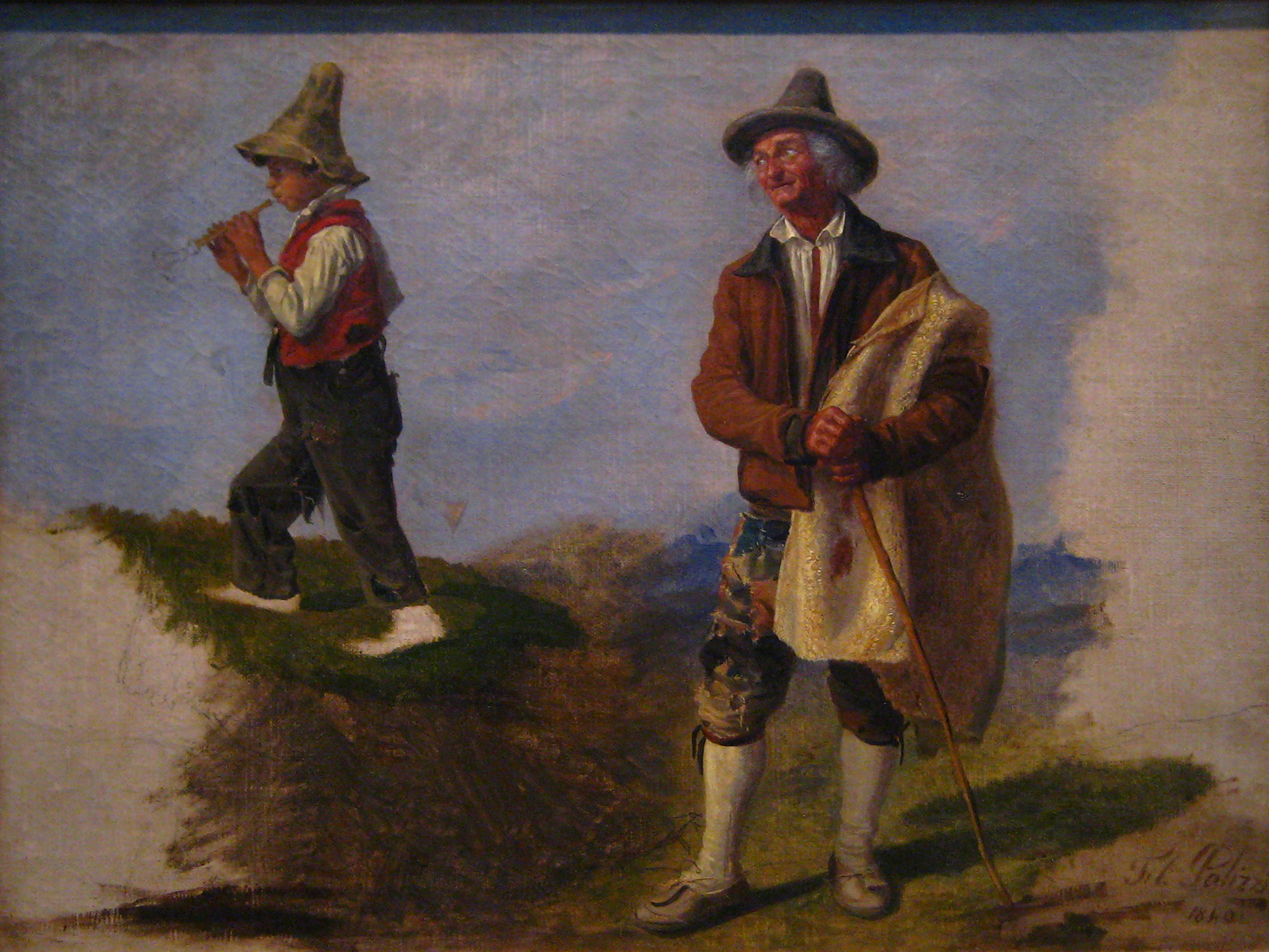
Filippo Palazzi: Un contadino fermo e un contadinello che suona il piffero (Napoli)
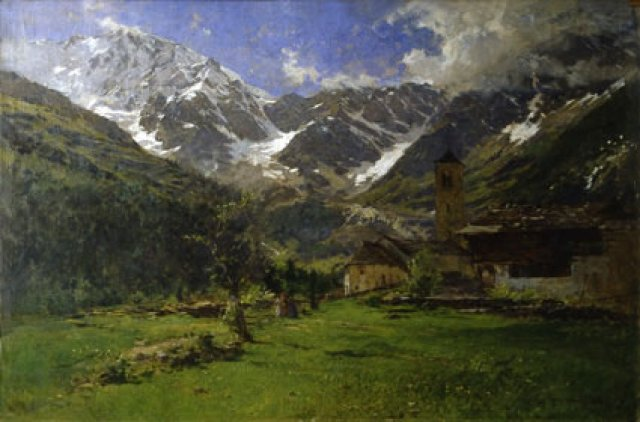
Eugenio Gignous: Monte Rosa
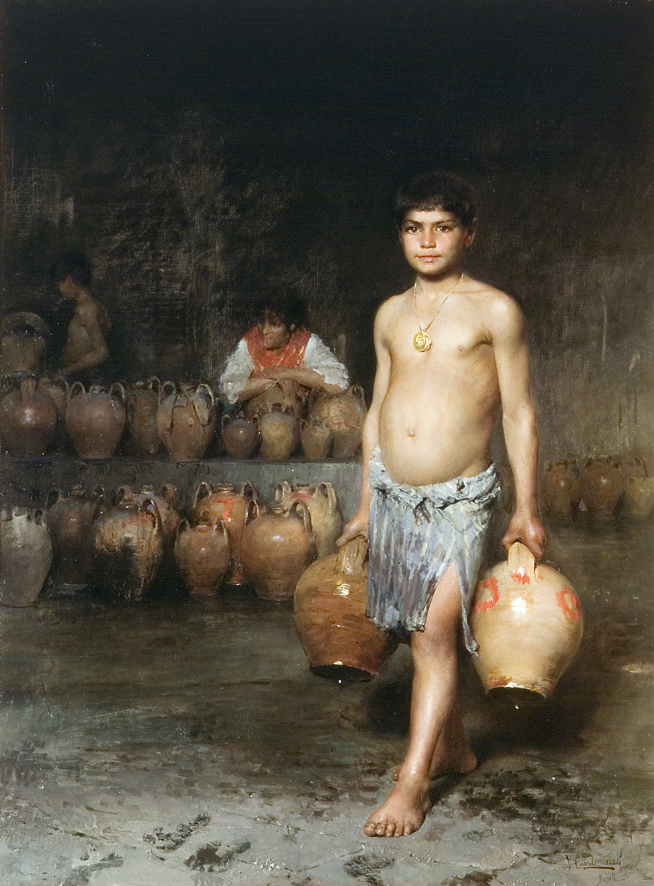
Vincenzo Caprile: L'acqua zurfegna a Santa Lucia
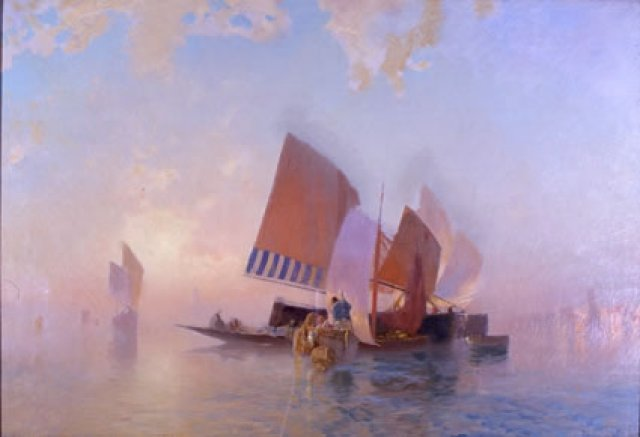
Edoardo Dalbono: Il porto di Venezia
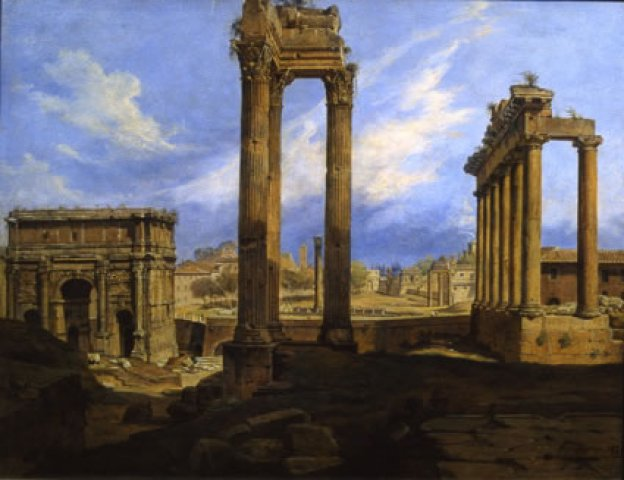
Jean Faure: Il Foro Romano
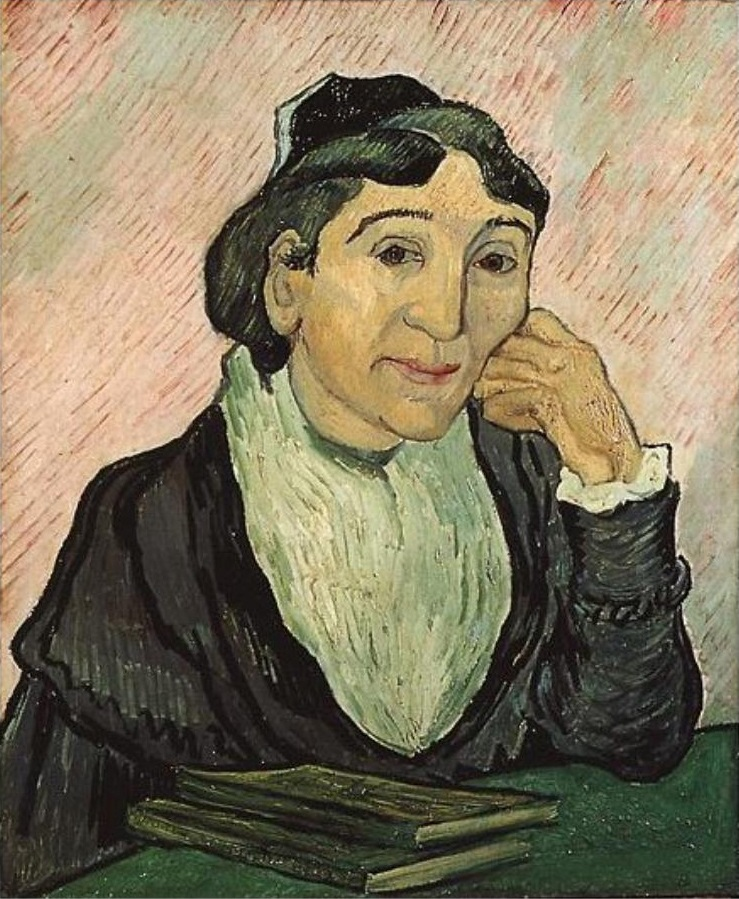
Vincent van Gogh: L’Arlésienne
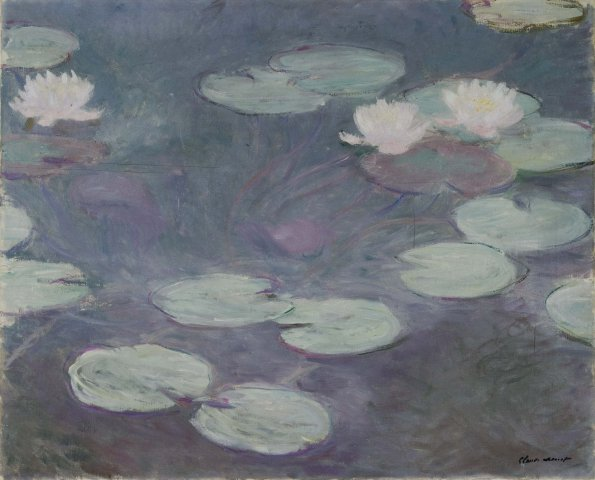
Claude Monet: Seerosen
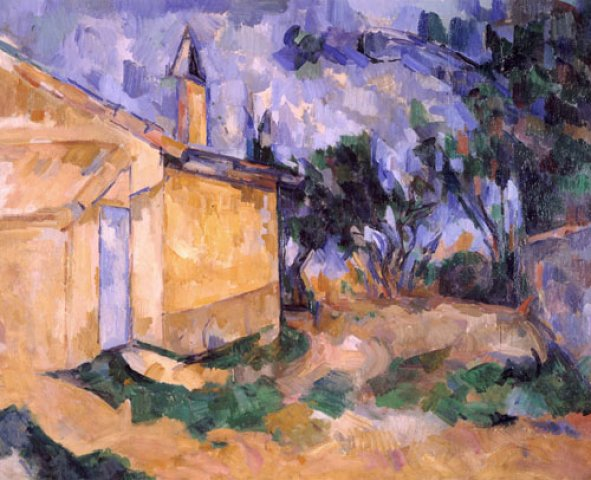
Paul Cézanne: Le Cabanon de Jourdan